# Hải Lăng (huyện)
Hải Lăng là một huyện ven biển nằm ở phía nam tỉnh Quảng Trị, Việt Nam.

## Địa lý

### Vị trí địa lý
Huyện Hải Lăng nằm ở phía nam tỉnh Quảng Trị, có vị trí địa lý:
- Phía đông giáp Biển Đông
- Phía tây giáp huyện Đakrông
- Phía nam giáp huyện Phong Điền, tỉnh Thừa Thiên Huế
- Phía bắc giáp thị xã Quảng Trị và huyện Triệu Phong.

Là huyện nằm ở cực nam tỉnh, cách thành phố (trực thuộc tỉnh lỵ) Đông Hà 20 km về phía bắc, cách thành phố Huế, tỉnh Thừa Thiên Huế 40 km về phía nam.

### Điều kiện tự nhiên

#### Địa hình
Đặc trưng của địa hình Hải Lăng nghiêng từ Tây sang Đông. Vùng đồi núi và ven biển bị chia cắt bởi các sông, suối, một số khu vực đồng bằng có địa hình thấp trũng do đó việc phát triển giao thông, mạng lưới điện cũng như tổ chức sản xuất cũng gặp những khó khăn nhất định.
Địa hình huyện chia thành 3 vùng: Vùng đồi núi (55% diện tích tự nhiên), vùng đồng bằng (32%), vùng cồn cát, bãi cát ven biển (12%):
- Vùng gò đồi và núi: Đa phần các khu vực phía Tây đường sắt Bắc Nam bao gồm lãnh thổ chủ yếu của các xã: Hải Phú, Hải Lâm, Hải Sơn, Hải Chánh, Hải Trường, núi thấp có độ cao bình quân 100-150m, vùng gò đồi có độ cao bình quân 40–50m
- Vùng đồng bằng: Nằm giữa gò đồi và cồn cát, bãi cát. Bao gồm địa bàn các xã: Hải Quy, Hải Xuân, Hải Vĩnh, Hải Thiện, Hải Thành, Hải Tân, Hải Hòa, thị trấn Hải Lăng và một phần của các xã: Hải Phú, Hải Thượng, Hải Lâm, Hải Thọ, Hải Trường, Hải Sơn, Hải Chánh, Hải Dương, Hải Quế, Hải Ba
- Vùng cồn cát, bãi cát ven biển: Nằm giữa đồng bằng và Biển Đông. Tập trung phía Đông đường tỉnh lộ 68. Thuộc các xã Hải An, Hải Khê và một phần của các xã Hải Ba, Hải Quế, Hải Dương. Có độ cao bình quân 6 - 7m. Đất đai chủ yếu là đất cồn cát, bãi cát.

#### Sông ngòi
Địa bàn huyện có hệ thống sông dày đặc gồm sông Thạch Hãn, sông Nhùng, Bến Đá, Thác Ma, Ô Lâu chảy theo hướng tây nam-đông bắc, ngoài ra còn có sông Vĩnh Định chảy theo hướng tây bắc-đông nam đưa nước ra 2 cửa biển là cửa Thuận An (Thừa Thiên Huế) và cửa Việt Yên (Triệu Phong). Từ bắc tỉnh lộ 8, chỉ có một dòng khi đến Hội Yên sông được chia làm hai nhánh đó là Tân Vĩnh Định và Cựu Vĩnh Định. Sông Ô Giang nối sông Ô Lâu tại làng Câu Nhi chảy ra hướng bắc, đến làng Trung Đơn theo Kênh mới Mai Lĩnh nối với Cựu Vĩnh Định tại ngã ba Hói Dét. Sông Nhùng nối với sông Vĩnh Định tại Quy Thiện nhánh này chảy ra Triệu Phong, nối tại Văn Vận chảy về Thuận An. Sông Vĩnh Định được đào dưới thời nhà Nguyễn đoạn mới đào từ La Duy đến Câu Hoan nối nhau tại Cửa Khâu và được đặt tên mới là Vĩnh Định, đoạn sông cũ gọi là Cựu Hà nay chỉ còn là con hói nhỏ, có đoạn đã bị cát lấp. Sông Ô Khê (Bến Đá) nối Ô Giang tại Trung Trường. Ngoài ra còn có nhiều con sông đào đưa nước từ trong cát ra sông cái làm cho đồng ruộng ở Hải Lăng bị chia cắt thành các ô nhỏ. Đặc biệt sau ngày hòa bình thống nhất đất nước Việt Nam, năm 1978, chủ trương của tỉnh Bình Trị Thiên lúc bấy giờ cho đào một dòng kênh dài từ Đập Trấm dẫn nước về cho những cánh đồng thuộc huyện Triệu Hải (nay thành hai huyện Triệu Phong và Hải Lăng như xưa).Dòng kênh này có những nhánh tỏa ra nhiều vùng để cung cấp nước cho những cánh đồng xa các dòng sông cũ.

## Lịch sử
Huyện Hải Lăng có danh xưng từ lâu, trong quá trình chuyển đổi từ phủ trước năm 1945.
Giai đoạn 1945-1954, giữ vai trò là huyện.
Dưới chính quyền Việt Nam Cộng Hoà, giai đoạn 1954-1975 giữ vai trò là quận.
Giai đoạn 1975-1977, huyện Hải Lăng sáp nhập với huyện Triệu Phong thành huyện Triệu Hải.
Giai đoạn năm 1977-1990, là huyện Triệu Hải tồn tại ở giai đoạn này.
Huyện Hải Lăng được tái lập năm 1989 trên cơ sở tách ra từ huyện Triệu Hải, gồm 20 xã: Hải An, Hải Ba, Hải Chánh, Hải Dương, Hải Hòa, Hải Khê, Hải Lâm, Hải Lệ, Hải Phú, Hải Quế, Hải Quy, Hải Sơn, Hải Tân, Hải Thành, Hải Thiện, Hải Thọ, Hải Thượng, Hải Trường, Hải Vĩnh, Hải Xuân.
Từ năm 1990 đến nay là huyện Hải Lăng theo quyết định số 91-HĐBT ngày 23 tháng 3 năm 1990 của Hội đồng Bộ trưởng (nay là Chính phủ Việt Nam).
Ngày 1 tháng 8 năm 1994, thành lập thị trấn Hải Lăng, thị trấn huyện lỵ huyện Hải Lăng trên cơ sở một phần diện tích và dân số của các xã Hải Lâm và Hải Thọ.
Ngày 19 tháng 3 năm 2008, Chính phủ Việt Nam ban hành nghị định số 31/NĐ-CP. Theo đó, sáp nhập toàn bộ diện tích dân số xã Hải Lệ vào thị xã Quảng Trị.
Huyện Hải Lăng còn lại 42.368,12 ha diện tích tự nhiên và 99.044 người, có 20 đơn vị hành chính trực thuộc, gồm thị trấn Hải Lăng và 19 xã.
Ngày 17 tháng 12 năm 2019, Ủy ban Thường vụ Quốc hội ban hành Nghị quyết 832/NQ-UBTVQH14 về việc sắp xếp các đơn vị hành chính cấp xã thuộc tỉnh Quảng Trị (nghị quyết có hiệu lực từ ngày 1 tháng 1 năm 2020). Theo đó:
- Sáp nhập xã Hải Thọ vào thị trấn Hải Lăng thành thị trấn Diên Sanh
- Sáp nhập xã Hải Tân và xã Hải Hòa thành xã Hải Phong
- Sáp nhập xã Hải Xuân và xã Hải Vĩnh thành xã Hải Hưng
- Sáp nhập xã Hải Thành và xã Hải Thiện thành xã Hải Định.

Ngày 14 tháng 11 năm 2024, Ủy ban Thường vụ Quốc hội ban hành Nghị quyết số 1281/NQ-UBTVQH15 về việc sắp xếp các đơn vị hành chính cấp xã thuộc tỉnh Quảng Trị giai đoạn 2023–2025 (nghị quyết có hiệu lực từ ngày 1 tháng 1 năm 2020). Theo đó, sáp nhập xã Hải Quế và xã Hải Ba thành xã Hải Bình.
Huyện Hải Lăng có 1 thị trấn và 14 xã như hiện nay.

## Hành chính
Huyện Hải Lăng có 15 đơn vị hành chính cấp xã trực thuộc, bao gồm thị trấn Diên Sanh (huyện lỵ) và 14 xã: Hải An, Hải Bình, Hải Chánh, Hải Dương, Hải Định, Hải Hưng, Hải Khê, Hải Lâm, Hải Phong, Hải Phú, Hải Quy, Hải Sơn, Hải Thượng, Hải Trường.

## Kinh tế
Cảng biển Mỹ thủy 150 triệu USD tạo hành lang kinh tế đông tây nối từ biển Mỹ thủy đến cửa khẩu Lao Bảo.
Khu công nghiệp Quảng Trị được quy hoạch xây dựng tại Xã Hải Lâm, Xã Hải Trường và Thị trấn Diên Sanh tạo động lực phát triển kinh tế cho huyện

## Du lịch

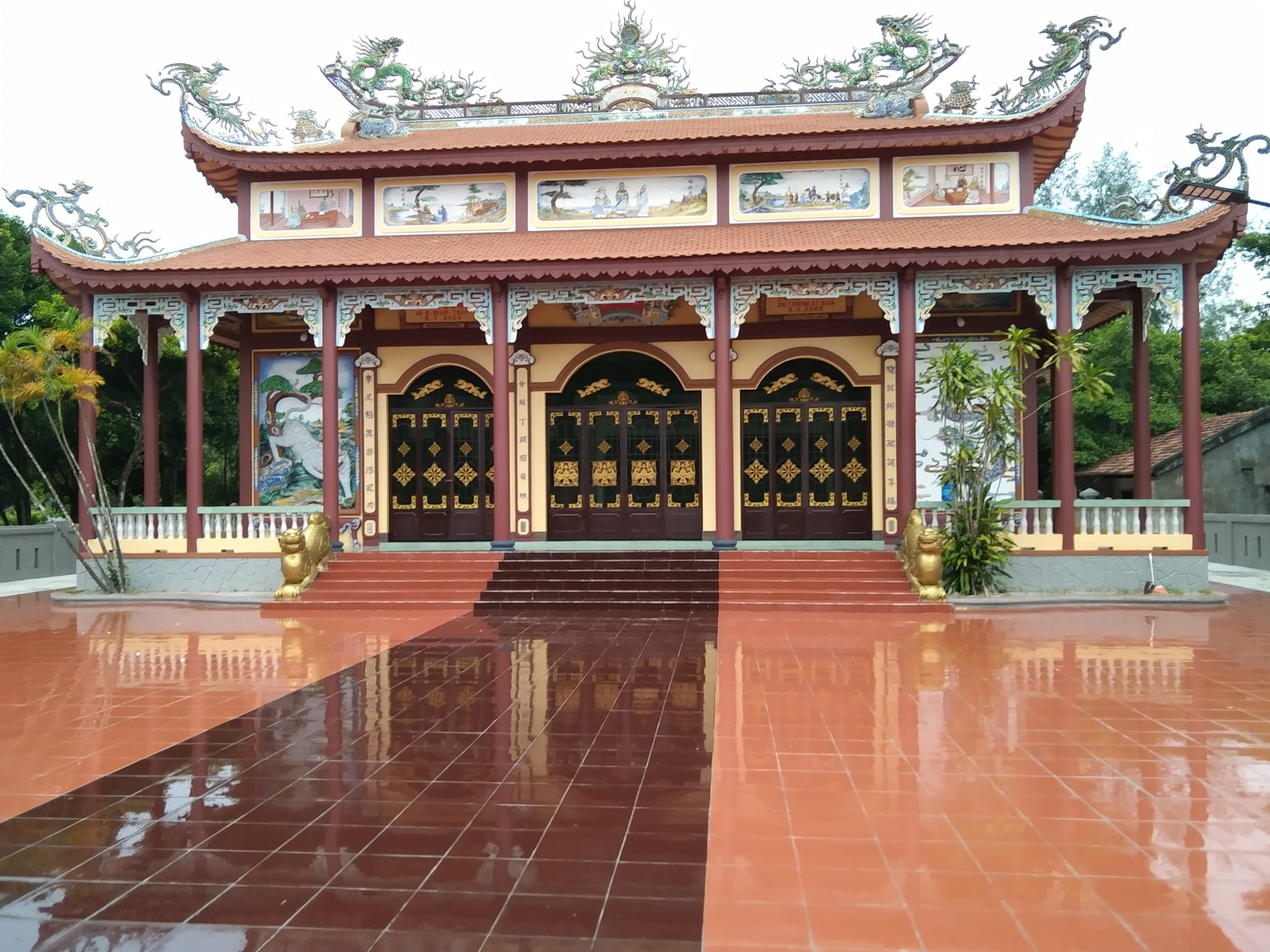
Đình Làng Cổ Luỹ

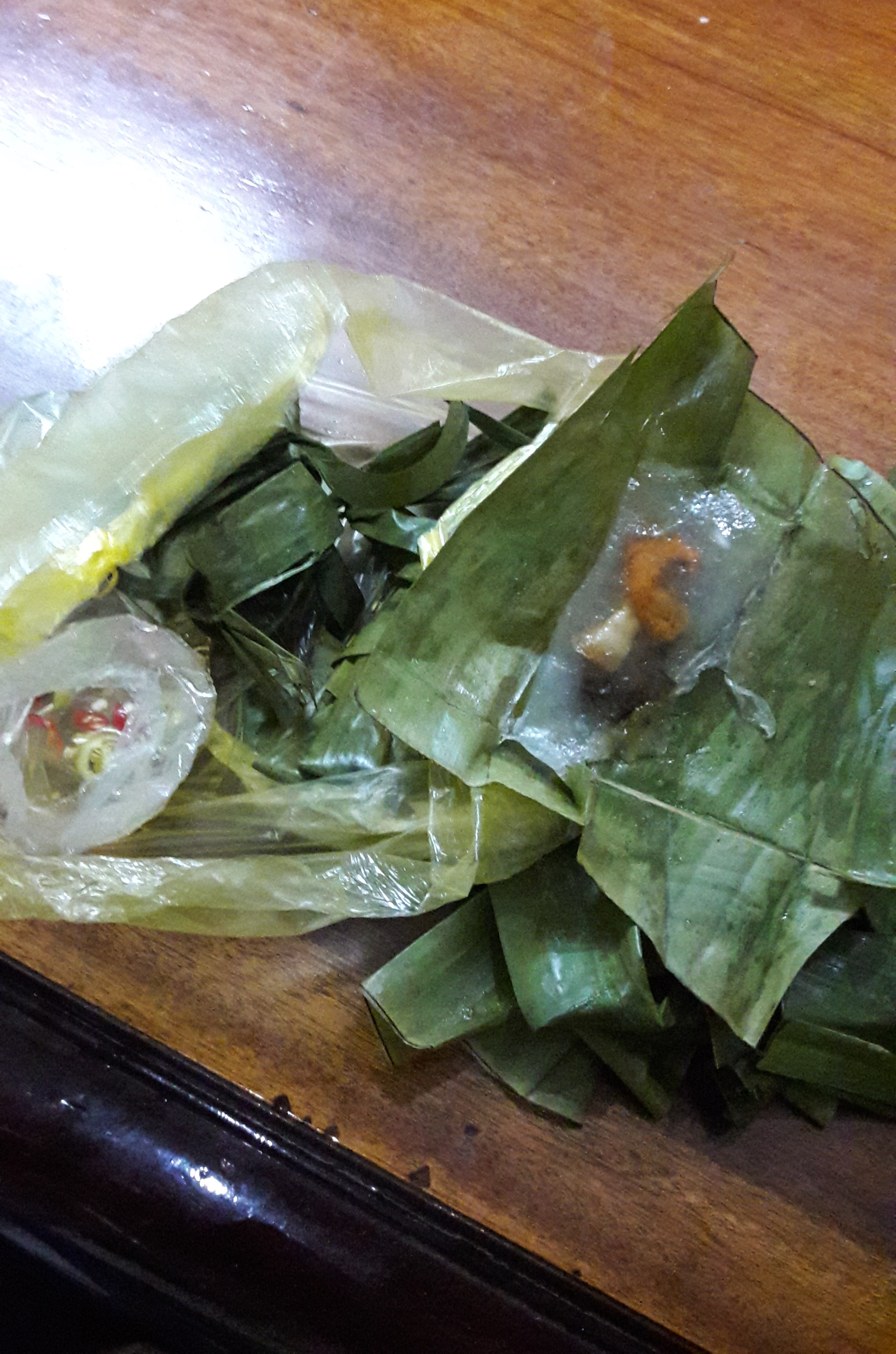
Bánh lọc Mỹ Chánh (béng sắn) năm 2016

Trên địa bàn Huyện có khu du lịch sinh thái Bàu Giàng, Trằm Trà Lộc nằm trong tour Thành Cổ-La Vang-Bàu Giàng-Mỹ Thủy. Đặc sản của huyện nổi tiếng là vùng gạo ngon đậm đà, rượu Kim Long với thương hiệu XiKa, nước nắm Mỹ Thủy, bánh bột lọc Mỹ Chánh, cháo bột Diên Sanh Hải Thọ, ớt ướp (Câu nhi) Hải tân, Canh ám cá tràu làng Lam Thủy, bánh ướt làng Phương Lang,... ốc nhồi Hải Thiện (là món đặc sản nhất trong các đặc sản). Nhà thờ La Vang là trung tâm hành hương quan trọng của người công giáo Việt Nam là điểm thu hút nhiều du khách đến với Hải Lăng nhất, hằng năm đến mùa lễ hành hương nơi tập tập nửa triệu khách hành hương năm 2008 , năm 2014 có khoảng 50.000 dự lễ khai mạc . Công ty lữ hành du lịch đầu tiên tại Hải Lăng là Công ty Lữ hành Lavang (Lavang Travel).

## Giao thông
Từ bắc vào nam có tuyến đường sắt chạy song song với Quốc Lộ 1A, có cao tốc Cam Lộ - Là Sơn,  còn phía đông có tỉnh lộ 68 nối thị xã Quảng Trị cửa Thuận An, tỉnh Thừa Thiên Huế.
- Đường Hải Thượng-Hải Sơn (Quốc lộ 1 cũ, này là ĐT.584)
- Đường TX. Quảng Trị-Hội Yên
- Đường ven biển từ cửa Việt đi Hải Khê
- Đường Phú Hải đi Hải Dương
- Đường Tỉnh lộ 8 nối huyện lỵ Hải Lăng với bãi biển Mỹ Thủy
- Đường Hải Sơn-Hải Hòa
- Đường thị trấn hải Lăng đi Hải Xuân
- Đường vào Trằm Trà Lộc
- Đường Triệu Trung đi Hải Lệ
- Đường Phương Lang-Thuận Đức
- Đường Cứu nạn Hải Trường-Hải Dương (đang nâng cấp 7 làn xe).

Trên địa bàn huyện có 2 ngã năm tại Diên Sanh và trên cát Hải Vĩnh. Lưu ý rằng, đường Quốc lộ 1 đoạn từ Mỹ Chánh đến đầu làng Long Hưng đã được xây dựng mới sau năm 1960 để tránh lũ lụt qua các vùng thấp. Đoạn đường cũ từ Mỹ Chánh qua Trường Sanh, Diên Sanh, Mai Đàn, Thượng Xá, An Thái, Đại Nại trở thành đoạn đường liên thôn, liên xã.

## Danh nhân
- Bùi Dục Tài, năm thi đỗ: 1502 (thời vua Lê Hiển Tông)
- Nguyễn Đức Hoan, năm thi đỗ: 1835 (thời vua Minh Mạng)
- Nguyễn Văn Hiển, năm thi đỗ: 1847
- Lê Mạnh Thát, sinh năm 1943 (biết khoảng 15 thứ tiếng, hiện là chủ tịch IOC phật giáo Liên Hợp Quốc).